# Fredelsloh
Fredelsloh ist ein Stadtteil von Moringen im südlichen Niedersachsen (Deutschland). Der Ort ist über die Grenzen des Bundeslands als Künstler- und Töpferdorf bekannt und ein staatlich anerkannter Ausflugsort in Niedersachsen.

## Etymologie
Nach der Überlieferung erfuhr der Ortsname durch die Jahrhunderte mehrmals eine Änderung; so wurde das Dorf mitunter Fridaßle, Fridessele und Fredelsheim genannt, wobei Interpretationen sagen, dass der Name den Frieden nach den langjährigen Fehden mit den Grafen von Dassel verdeutlicht. Die Endsilbe ~loh hat zwei Bedeutungen: Einerseits bezeichnet Loh ein junges Gehölz, einen im guten Wachstum stehenden Wald, während Loh anderseits von Loch hergeleitet sein könnte, da Fredelsloh in einem Tal liegt, umrandet von der Weper, den Waldwänden und den Sollingbergen.

## Lage
Der Ort Fredelsloh befindet sich im Landkreis Northeim am Ostrand des Sollings, nördlich des Höhenzugs Weper bzw. südwestlich des Höhenzugs Ahlsburg. Er liegt nordwestlich der Kernstadt Moringen, nordöstlich der Stadt Uslar und nördlich der Stadt Hardegsen im Tal des Bachs Dieße, der ein südsüdwestlicher Ilme-Zufluss ist und in Fredelsloh vom Dellgraben gespeist wird.

## Geschichte

### Besiedlung
Für die älteste Besiedlung Fredelslohs existieren nur wenige Bodenfunde; man vermutet jedoch, dass seit der Jungsteinzeit zumindest Teile des Moringer Beckens besiedelt waren, da ab dieser Zeit erste Funde auftreten. Weiterhin fand man in der Bronzezeit Überreste menschlicher Besiedlung. Die erste urkundliche Erwähnung des Ortes stammt schließlich aus dem Jahre 1135, wobei man davon ausgeht, dass die Existenz Fredelslohs bereits vor der Stiftsgründung bestanden hat.

### Stift Fredelsloh

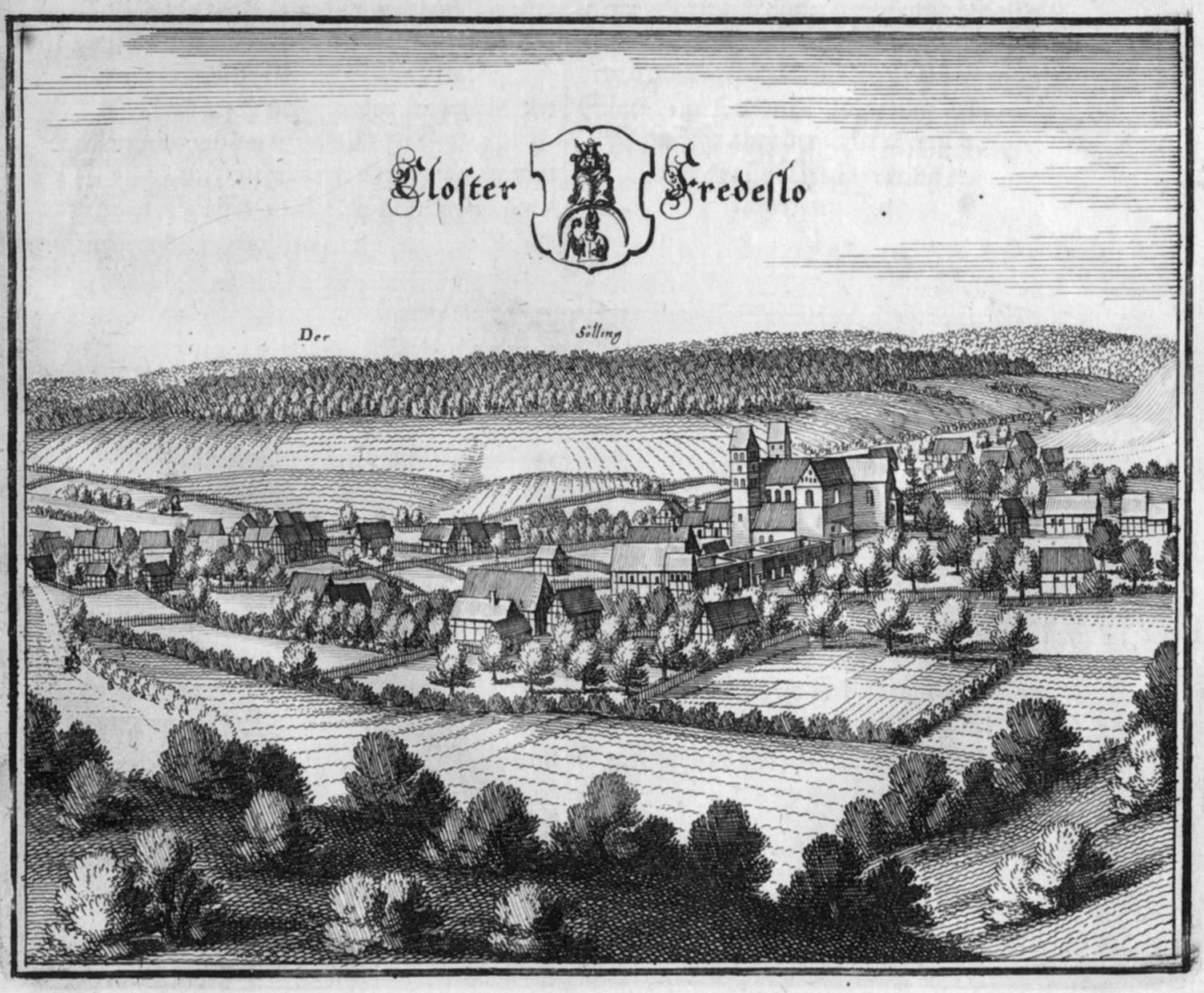
Fredelsloh um 1654/1658, Stich von Matthäus Merian

Der Dorfkern von Fredelsloh wird in seinem Erscheinungsbild geprägt von der Klosterkirche St. Blasii und Mariae. Diese Basilika gehörte zum Stift Fredelsloh, das 1132 als Augustiner-Chorherrenstift vom Bistum Mainz gegründet wurde.
Da das Stift Fredelsloh im nördlichen Randgebiet des Bistums Mainz lag, übertrugen die Mainzer Bischöfe den Grafen von Dassel die Vogteirechte, die für das 13. Jahrhundert bis 1277 belegt sind. Danach begann die Umwandlung in ein Chorfrauenstift. Das Stift bestand bis wenige Jahrzehnte nach dem Dreißigjährigen Krieg. Schon vor dem Dreißigjährigen Krieg schwand die frühere politische Bedeutung des Klosters; so diente es nun in erster Linie der Versorgung der Töchter und Witwen des in der näheren und weiteren Umgebung ansässigen Landadels. Gerade aus diesem Anlass verstärkte man die wirtschaftliche Basis des Klosters im 12. Jahrhundert durch den Ankauf von Zehnten und Ländereien. Die Entwicklung verlief allerdings im folgenden 13. Jahrhundert rückläufig: Land und Berechtigungen wurden veräußert, später traten auch Rentenverkäufe hinzu. Ein Brand beschädigte zahlreiche Klosterbauten; jedoch fehlten die Mittel, sie wieder aufzubauen oder auch nur den allmählichen Verfall aufzuhalten.
Eine durch Herzogin Elisabeth von Braunschweig angeregte protestantische Kirchenvisitation ergab, dass 1542 nur noch wenige Stiftsfrauen in Fredelsloh lebten, die den neuen Glauben ohne Widerstand angenommen hatten und um wirtschaftliche Hilfe baten. 1564 verpfändete Herzog Erich II. von Calenberg-Göttingen das Kloster Fredeloh für 12 Jahre an Christoffer von Falkenberge und 1575 auf Wiederkauf an Dietrich Kanne für 5731 Taler und 4 Mariengroschen, obwohl ihm das Kloster, samt allem Zubehör, nicht gehörte. Aus der Verpfändung 1564 wird zudem bekannt, dass zu diesem Zeitpunkt nur noch die Domina, eine Nonne, welche als Vorsteherin fungierte, sowie eine Magd und ein Pfarrer im Kloster lebten. Im Jahr 1584 veranlasste Herzog Julius von Braunschweig die Übersiedlung einiger Stiftsfrauen aus Dorstedt bei Wolfenbüttel. Zwar löste Julius das Kloster wieder ein, die wirtschaftlichen Verhältnisse blieben aber bis auf eine kurze Phase der Erholung gegen Ende des 16. Jahrhunderts verheerend.
Ein Miniaturmodell des ehemaligen Kloster-Areals wurde 2019 erstellt und kann im Westteil der Stiftskirche betrachtet werden. Es zeigt das Kloster vor den verheerenden Zerstörungen des Dreißigjährigen Krieges und ist angelehnt an den Merian-Stich von vor 1654.

### Töpfergilde
Von großer Bedeutung für den Ort ist seit frühesten Zeiten das Töpfergewerbe, das eine Haupterwerbsquelle für viele Bewohner bildete. Im Mittelalter besaßen die Fredelsloher Töpfer eine technologische Spitzenstellung, die dazu führte, dass ihre Töpfe und Vorratsbehälter bis nach Tallinn und sogar bis nach Nowgorod in Russland verkauft wurden.
Unweit von Fredelsloh wurde von einem Pilger die erste Tongrube ausgehoben, die vortreffliches Material für die Töpferarbeit lieferte. Nach dieser Entdeckung ließen sich in den folgenden Jahren immer mehr Töpfermeister aus anderen Dörfern vor Ort nieder, brachten diese Industrie empor und verschafften auf diese Weise zudem Fredelsloh bedeutende Einnahmen. Im Mittelalter formierte sich eine Töpfergilde, deren Satzungen vom damaligen Landesherrn Otto von Braunschweig bestätigt wurde. Gegen Ende des 16. Jahrhunderts verlieh Herzog Erich II. der Gilde das Recht, in der Fredeloher Feldmark nach Töpfererde zu graben und das abständige Topp- und Pollholz unentgeltlich aus dem herrschaftlichen Interessenforst zu nutzen.
Nach der Errichtung des Königreichs Westphalen wurden alle Gilden aufgehoben und ihrer Rechte und Privilegien beraubt. Zwar gab es Bestrebungen, vor allem seitens der einstigen Vorsteher der Gilde – Ehrich Paland, Justus Friedrich Baumann, Georg Behrens und Georg Paland – mit einer Petition vom 3. Mai 1809, dass, wenn auch ihre bisherige Gildeverfassung aufhören sollte, ihnen dennoch erlaubt sein möchte, eine geschlossene Sozietät ferner auszumachen, damit sich nicht fremde Subjekte in ihr Handwerk einschlichen, was ihnen allein kaum den Unterhalt verschaffe. Auch später, als sich das Königreich Hannover 1814 konstituierte, trugen sie ihre Bitte vor, allerdings ohne Erfolg.
Während der deutschen Revolution 1848/1849 griffen Fredelsloher Töpfer und andere Einwohner Gebäude des Klosters an und beschädigten u.a das Wohnhaus des Pächters. Daraufhin marschierten 32 Kürassiere aus der Garnison Northeim ein. Zu einem offenen Gefecht kam es aber nicht, da Politikern Vermittlung gelang.

### Steinhauergilde
Später als die Töpferzunft wurde in Fredelsloh die Steinhauergilde gegründet. Der erste Gildebrief, ausgestellt am 13. Juli 1769 von der Landesregierung in Hannover, bezeugt deren früheste Erwähnung. Ohne Schulden, jedoch auch ohne nachweisbaren Vermögens, besaßen sie das Recht, in der Gemeindehölzung die zu ihrer Arbeit notwendigen Steine zu brechen. Ein erhaltenes Einschreibebuch verzeichnet die Namen der Gildemitglieder, der Gesellen und der Lehrlinge. Unter der Herrschaft des Königreich Westphalens wurde die Gilde aufgelöst. Ende April 1809 erbaten Dietrich Wilhelm Fischer und Philipp Schormann die Wiederbegründung der Steinhauergilde, sie wurde ihnen jedoch abgeschlagen.

### Nationalsozialismus und Zweiter Weltkrieg
Bei der Reichstagswahl 1928 erreichte die NSDAP reichsweit 2,6 %, in der Stadt Northeim 2,3 % der abgegebenen Stimmen, in Fredelsloh aber bereits 41,2 %. Dieses Wahlergebnis unterstrich der Fredelsloher Ehrenbürger Heinrich Sohnrey 1942 mit der positiv gemeinten Feststellung: „es kam [...] die nationalsozialistische Bewegung, die in Fredelsloh und dem Leinedorfe Edesheim im Südhannoverlande zuerst bodenständig wurde.“ Verantwortlich für diesen überdurchschnittlichen Erfolg der NSDAP in Fredelsloh war der dortige Ortsgruppenführer Heinrich Pramann, ein ehemaliges Mitglied der Deutsch-Hannoverschen Partei und des Jungdeutschen Ordens, der im Ort äußerst erfolgreich für die NSDAP warb. Vermutlich hatten Pramann und andere ehemalige Jungdo-Mitglieder bereits 1923 eine NSDAP-Ortsgruppe gegründet, denn bereits bei der Reichstagswahl im Mai 1924 erreichte die Nationalsozialistische Freiheitspartei, Ersatzorganisation für die verbotene NSDAP, in Fredelsloh 9,2 % der Stimmen. Ein solches Ergebnis war in einer Zeit ohne Rundfunk, in der Zeitungen nur von einer Minderheit der Dorfbevölkerung regelmäßig gelesen wurden, nur durch die Anwesenheit einer aktiv werbenden Ortsgruppe erklärbar.
Pramann wurde im Juli 1932 zum SA-Standartenführer ernannt und baute die SA-Standarte 11, die „Solling-Standarte“ mit Sitz in Fredelsloh auf. Diese hatte als Einzugsgebiet den westlichen Teil des Altkreises Northeim sowie Teile der Altkreise Uslar und Einbeck. 1932/33 wurde das Klostergut Fredelsloh aufgelöst, wobei sich viele örtliche SA-Männer landwirtschaftliche Flächen zur Pacht sichern konnten. Im Mai 1933 wurde ein Arbeitsdienstlager für 60 Männer im ehemaligen Gutspächtergebäude eingerichtet, in dem die SA bereits seit März ihr Standartenbüro hatte. Den Arbeitsdienstmännern folgten ab 1935 Landjahrjungen aus dem Saargebiet, welche die Fredelsloher Bauern bei der Landarbeit unterstützten (ab 1940 Landjahrmädchen, da die Männer eingezogen wurden). Fredelsloh wurde zu einem nationalsozialistischen Musterdorf, u. a. mit dem ersten HJ-Heim im Kreis und dem Segelfluglager auf dem Tönnieshof.
Am 28. März 1945 wurden in Fredelsloh bei einem Fliegerangriff mehrere Häuser vollständig zerstört und die Kirche beschädigt.

### Eingemeindung
Am 1. März 1974 wurde Fredelsloh in die Stadt Moringen eingegliedert.

### Wüstung Bengerode
Etwa 1,5 km östlich von Fredelsloh liegt die Wüstung Bengerode, in der Archäologen eine mittelalterliche Töpfersiedlung ausgegraben haben. Heutige Töpfereien in Fredelsloh stehen in der Tradition dieser Wüstung. Die Funde aus der Wüstung Bengerode werden im KERAMIK.UM und in der Töpferei Klett gezeigt.

### Wüstung Wackenrode
Nördlich von Fredelsloh befand sich weiterhin das wüst gefallene Dorf Wackenrode. Es wurde bereits 1264 in den Quellen genannt und galt als ein Töpferdorf. Grund für den Untergang des Ortes dürfte die Hildesheimer Stiftsfehde des Jahres 1519 gewesen sein. Bereits im 12. Jahrhundert sollen Bengerode und Wackenrode, im Rahmen des Northeimer Streites zwischen Adolf II. von Dassel und dem Northeimer Stift, bereits einmal wüst gelegen haben. Teile der Töpfe und Scherben der, bei den Wüstungen gefundenen, Tongefäße werden heute im Fredelsloher Heimatmuseum ausgestellt.

## Politik

### Ortsbürgermeister
Ortsbürgermeister in Fredelsloh ist Stefan Josef (SPD). Seine Stellvertreterin ist Angelika Gerl (SPD).

### Ortsrat
Der Ortsrat  Fredelsloh setzt sich aus neun Ortsratsmitgliedern zusammen. Bei der Kommunalwahl 2021 ergab sich folgende Sitzverteilung:
| Ortsrat 2021Insgesamt 9 Sitze - SPD: 6 - GLF: 3 - GLF: Wgem. Gemeinsame Liste Fredelsloh |

## Kultur und Sehenswürdigkeiten

### Stiftskirche

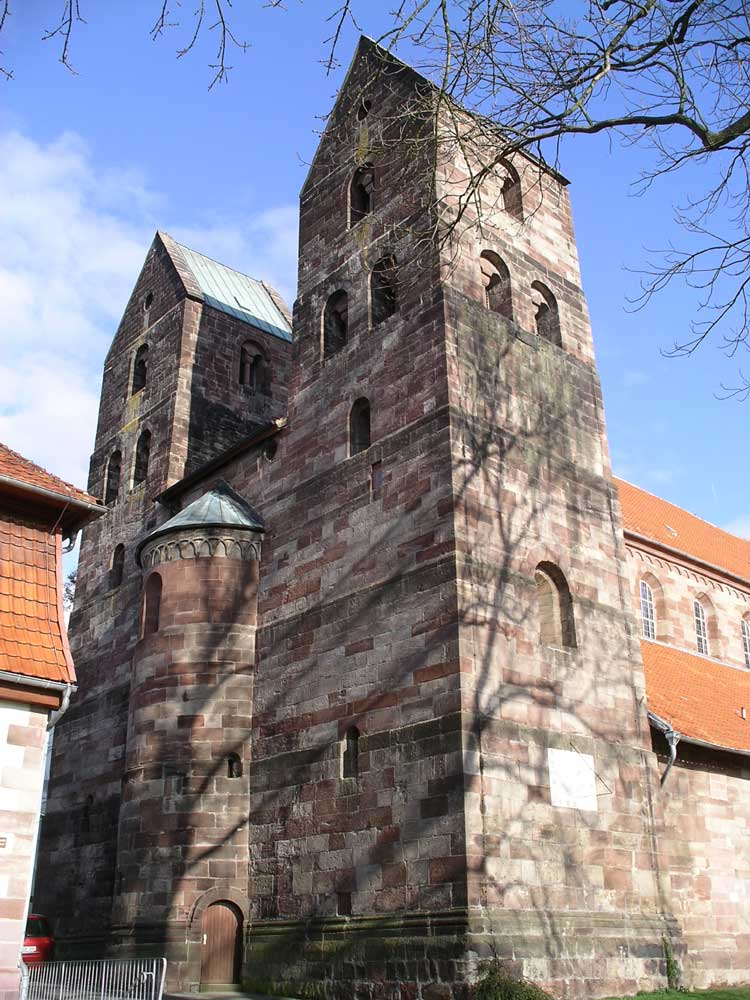
Klosterkirche St. Blasii Marien

Die romanische Stiftskirche diente nach Schließung des Stifts für einige Generationen als Getreidespeicher und blieb dadurch erhalten, während die anderen Stiftsgebäude bis auf Mauerreste und einen Brunnen verfielen. Inzwischen ist die dreischiffige Basilika renoviert worden, und sie wird als Kirche genutzt. Das Nordportal dient als Haupteingang. Dabei handelt es sich um ein Hirsauer Portal. Die Fredelsloher Form des Portals mit dem Halbbogen aus dem 12. Jahrhundert zählt zu den frühesten ihrer Art in Deutschland.

### Museum
Nach mehr als 6 Jahren Planung und 1½ Jahren Bauzeit wurde am 16. Juni 2011 das Ausstellungs- und Aktionshaus Keramikum (Eigenschreibweise KERAMIK.UM) in Fredelsloh eröffnet, das die Geschichte Fredelslohs und der Töpferei auf anschauliche Weise erlebbar macht.
Mit viel ehrenamtlichem Engagement und regionalem Handwerk entstand eine Ausstellung, die die fast 1000-jährige ununterbrochene Tradition des Fredelsloher Töpferhandwerks präsentiert. Auf anschauliche und unterhaltsame Art kann der Besucher in die Töpfereigeschichte eintauchen. Sonderausstellungen, Töpferseminare und Experimentelle Archäologie mit dem Mittelalterofenbrand ergänzen hier die Dauerausstellung des Heimat- und Geschichtsvereins Fredelsloh.

### Vereinswesen
Im Rahmen des 100-jährigen Jubiläums der Freiwilligen Feuerwehr Fredelsloh wurde auch der 875. Geburtstag Fredelslohs gefeiert.
Die Herrenfußballmannschaft des TSV Fredelsloh spielt zurzeit in der 1. Kreisklasse.
Der Geschichts- und Heimatverein Töpferdorf Fredelsloh e. V. erstellt nach und nach ein digitales Dorfarchiv mit historischen Bildaufnahmen.
Die Flugwissenschaftliche Fachgruppe Göttingen e. V. betreibt das etwa 2,5 km südlich von Fredelsloh gelegene Segelfluggelände Weper.